# John Duykers
John Duykers (* 30. September 1944 in Butte/Montana) ist ein US-amerikanischer Sänger (Tenor).

## Leben
Duykers hatte sein professionelles Debüt als Opernsänger an der Seattle Opera. Er trat danach an führenden Opernhäusern der USA, Kanadas, Frankreichs, der Niederlande, der Schweiz und Deutschlands auf, u. a. an der Lyric Opera of Chicago in der Titelrolle von Wagners Tannhäuser, an der San Francisco Opera in Benjamin Brittens Billy Budd, Peter Tschaikowskis Eugen Onegin und György Ligetis Le Grand Macabre, an der Los Angeles Opera in Richard Strauss’ Die Frau ohne Schatten, an der Covent Garden Oper, der De Nederlandse Opera, der Opéra de Marseille, am Grand Théâtre de Genève und an der Frankfurter Oper.
Duykers’ besonderes Interesse gilt der zeitgenössischen Musik, wobei er insbesondere mit John Adams, Philip Glass und Paul Dresher zusammenarbeitet. So trat er in Glass’ White Raven und In the Penal Colony auf und sang die Titelrolle in dessen Oper Galileo Galilei und gab 2005 die Premiere von Paul Dreshers Solo-Oper The Tyrant mit den Seattle Chamber Players. Insgesamt trat er in mehr als einhundert zeitgenössischen Opern, darunter in etwa fünfzig Uraufführungen auf, u. a. in der Rolle des Mao Tse Tung in John Adams’ Nixon in China, in Libby Larsens Everyman Jack, in Lou Harrisons Young Caesar und Ann LeBarons Crescent City (2007), in Erling Wolds Mordake (2008), Allan Shearers The Dawn Makers (2009), Don Davis’ Rio De Sangre und Thomas Sleepers Xenia, Clark Suprynowicz’ Caliban Dreams (2011), Max Duykers’ Apricots of Andujar, Lisa Scola-Proseks The Daughter of the Red Tzar und Virko Baleys Hunger (2012).
Daneben arbeitete Duykers mit namhaften Sinfonieorchestern zusammen, u. a. mit dem National Symphony Orchestra, dem American Composers Orchestra, dem Los Angeles Philharmonic, Kansas City Symphony, Santa Rosa Symphony und San José Symphony. 2005 sang er die Uraufführung von Kurt Rohdes Bitter Harvest mit dem Berkeley Symphony Orchestra unter Kent Nagano, im Folgejahr trat er in der Disney Hall von San Francisco mit dem Los Angeles Master Chorale in Carl Orffs Carmina Burana auf.